# Cattle, Gold and Oil
Cattle, Gold and Oil est un film muet américain réalisé par Allan Dwan et sorti en 1911.

## Fiche technique
- Réalisation : Allan Dwan
- Date de sortie : États-Unis : 7 août 1911

## Distribution
- J. Warren Kerrigan : Will Harrington
- Pauline Bush : Mrs Harrington